# هوراس أ. موسي
هوراس أ. موسي (بالإنجليزية: Horace A. Moses)‏ هو شخصية أعمال أمريكي، ولد في 21 سبتمبر 1863 في Ticonderoga, New York ‏ في الولايات المتحدة، وتوفي في 7 أبريل 1947 في سبرينغفيلد في الولايات المتحدة.